# David James (voetballer)
David Benjamin James (Welwyn Garden City, 1 augustus 1970) is een Engels voormalig voetballer die dienstdeed als doelman. Hij kwam van 1988 tot en met 2014 uit voor Watford, Liverpool, Aston Villa, West Ham United, Manchester City, Portsmouth, Bristol City, AFC Bournemouth, ÍB Vestmannaeyja en Kerala Blasters. James was van 1997 tot en met 2010 international van het Engels voetbalelftal, waarvoor hij 53 interlands speelde.

## Clubcarrière
James tekende in juli 2010 een eenjarig contract bij Bristol City FC met een optie voor nog een seizoen. Eerder stond hij op doel bij Watford FC, Liverpool FC, Aston Villa FC, West Ham United FC, Manchester City FC en Portsmouth FC. In maart 1997 debuteerde hij in het Engels voetbalelftal, waarvoor hij daarna meer dan vijftig interlands speelde. In het seizoen 2002/03 was hij een van de zeven spelers in de Premier League die in alle 38 duels meedeed, van de eerste tot de laatste minuut.
James brak op 22 april 2007 het record voor de meeste wedstrijden zonder tegengoal in de Premiership. Hij deed dit die dag voor de 142e keer. Op zaterdag 14 februari 2009 brak de doelman nog een record door tegen Manchester City zijn 536e wedstrijd op het hoogste niveau in Engeland te spelen. Daarmee passeerde hij Gary Speed.
Met Portsmouth stond hij op 15 mei 2010 in de finale van de strijd om de FA Cup. Daarin verloor de ploeg van trainer-coach Avram Grant met 1-0 van Chelsea door een treffer in de 59ste minuut van Didier Drogba.

## Clubstatistieken
| Seizoen | Club             | Competitie          | Duels | Goals |
| ------- | ---------------- | ------------------- | ----- | ----- |
| 1988/89 | Watford          | Second Division     | 0     | 0     |
| 1989/90 | Watford          | Second Division     | 0     | 0     |
| 1990/91 | Watford          | Second Division     | 46    | 0     |
| 1991/92 | Watford          | Second Division     | 43    | 0     |
| 1992/93 | Liverpool        | Premier League      | 29    | 0     |
| 1993/94 | Liverpool        | Premier League      | 14    | 0     |
| 1994/95 | Liverpool        | Premier League      | 42    | 0     |
| 1995/96 | Liverpool        | Premier League      | 38    | 0     |
| 1996/97 | Liverpool        | Premier League      | 38    | 0     |
| 1997/98 | Liverpool        | Premier League      | 27    | 0     |
| 1998/99 | Liverpool        | Premier League      | 26    | 0     |
| 1999/00 | Aston Villa      | Premier League      | 29    | 0     |
| 2000/01 | Aston Villa      | Premier League      | 38    | 0     |
| 2001/02 | West Ham United  | Premier League      | 26    | 0     |
| 2002/03 | West Ham United  | Premier League      | 38    | 0     |
| 2003/04 | West Ham United  | First Division      | 27    | 0     |
| 2003/04 | Manchester City  | Premier League      | 17    | 0     |
| 2004/05 | Manchester City  | Premier League      | 38    | 0     |
| 2005/06 | Manchester City  | Premier League      | 38    | 0     |
| 2006/07 | Portsmouth       | Premier League      | 38    | 0     |
| 2007/08 | Portsmouth       | Premier League      | 36    | 0     |
| 2008/09 | Portsmouth       | Premier League      | 36    | 0     |
| 2009/10 | Portsmouth       | Premier League      | 25    | 0     |
| 2010/11 | Bristol City     | Championship        | 45    | 0     |
| 2011/12 | Bristol City     | Championship        | 36    | 0     |
| 2012/13 | AFC Bournemouth  | League One          | 19    | 0     |
| 2013    | ÍB Vestmannaeyja | Úrvalsdeild         | 17    | 0     |
| 2014    | Kerala Blasters  | Indian Super League | 12    | 0     |
| Totaal  | Totaal           | Totaal              | 808   | 0     |

## Interlandcarrière
James speelde op 29 maart 1997 zijn eerste interland, tegen Mexico. Hij maakte deel uit van onder meer de selectie voor het EK 2004,  WK 2006 en WK 2010. James keepte alle wedstrijden op het toernooi van 2004. Op het toernooi van 2006 was hij tweede keeper achter Paul Robinson en kwam hij niet in actie. In 2010 was James oorspronkelijk ook reservedoelman achter Robert Green. Die ging niettemin in de eerste groepswedstrijd zodanig in de fout dat de ploeg van de Verenigde Staten op 1-1 kwam, wat ook de eindstand was. James kreeg daarop tegen Algerije (0-0), Slovenië (0-1 winst) en de achtste finale tegen Duitsland (4-1 verlies) een basisplaats.
| WK-statistieken            | Club            | Positie | W |   |   | D | A |   |   |   |
| -------------------------- | --------------- | ------- | - | - | - | - | - | - | - | - |
| WK voetbal 2006 - Engeland | Manchester City | Doelman | 0 | 0 | 0 | 0 | 0 | 0 | 0 | 0 |
| WK voetbal 2010 - Engeland | Portsmouth FC   | Doelman | 3 | 0 | 0 | 0 | 0 | 0 | 0 | 0 |

## Erelijst
Portsmouth FC
- FA Cup

2008